# 巴格馬拉烏帕齊拉
巴格馬拉乌帕齐拉是孟加拉国拉傑沙希縣的一个乌帕齐拉，位於拉傑沙希专区的拉傑沙希縣。。

## 人口
據1991年孟加拉國人口普查，巴格馬拉共有戶數57,675戶，人口282520人。其中男性佔比50.01%，女性佔比49.99%；成年人口147,768人。該地7歲以上人口之平均識字率為52.9%。